# Institut américain pour la recherche contre le cancer
L'American Institute for Cancer Research (AICR) est une grande organisation américaine de recherche sur le cancer associée à l'organisation faîtière du Fonds mondial de recherche contre le cancer.
En 2018, l'organisme de bienfaisance a une note « une étoile » de Charity Navigator, avec un score de 62,81 sur 100. Au moment de leur évaluation, plus de 45 % des revenus de l'organisme de bienfaisance se sont transformés en dépenses de collecte de fonds. Pour l'exercice se terminant en septembre 2018, l'organisation a réalisé des revenus annuels de 15,5 millions de dollars.